# بطولة آسيا لألعاب القوى داخل الصالات 2024
بطولة آسيا لألعاب القوى داخل الصالات 2024 كانت النسخة الحادية عشرة من حدث ألعاب القوى الدولي داخل الصالات بين الدول الآسيوية والذي أُقيم في طهران، إيران في الفترة من 17 إلى 19 فبراير 2024.
استضافت طهران، إيران سابقًا النسخ الأولى (بطولة آسيا لألعاب القوى داخل الصالات 2004)، والرابعة (بطولة آسيا لألعاب القوى داخل الصالات 2010) والثامنة (بطولة آسيا لألعاب القوى داخل الصالات 2018).

## الحاصلون على الميداليات

### رجال
| Event             | الذهبية                                                                                | الذهبية     | الفضية                                                                              | الفضية      | البرونزية                                                          | البرونزية    |
| ----------------- | -------------------------------------------------------------------------------------- | ----------- | ----------------------------------------------------------------------------------- | ----------- | ------------------------------------------------------------------ | ------------ |
| 60 مترًا           | علي أنور البلوشي (OMA)                                                                 | 6.52        | شوهي تادا (JPN)                                                                     | 6.56        | جو كوم ريونغ (PRK)                                                 | 6.66         |
| 400 متر           | سجاد آقايي (IRI)                                                                       | 47.95       | محمد জহির রায়হান (BAN)                                                                 | 48.10 ر.و   | ياسر علي السعدي (IRQ)                                              | 48.40        |
| 800 متر           | إبراهيم الظفيري (KUW)                                                                  | 1:46.80 ر.ب | سبحان احمدی (IRI)                                                                   | 1:47.04     | أبو بكر حيدر عبد الله (QAT)                                        | 1:47.74      |
| 1500 متر          | نور سلطان كينيشبيكوف (KGZ)                                                             | 3:49.10 ر.و | عبد الرحمن سعيد حسن (QAT)                                                           | 3:49.31     | علي أميريان (IRI)                                                  | 3:49.33      |
| 3000 متر          | نور سلطان كينيشبيكوف (KGZ)                                                             | 8:08.85     | أمير زمانبور (IRI)                                                                  | 8:09.58     | مكسيم فرولوفسكي (KAZ)                                              | 8:17.17      |
| 60 متر حواجز      | ديفيد يفريموف (KAZ)                                                                    | 7.60 =ر.ب   | تشين ويبو (CHN)                                                                     | 7.63        | جون كابانغ (PHI)                                                   | 7.64         |
| 4 × 400 متر تتابع | كازاخستان · أندريه سوكولوف (رياضي) · إلنور موخيتدينوف · فياتشيسلاف زيمس · يفيم تاراسوف | 3:12.05     | العراق · طه حسين ياسين · إيهاب جبار هاشم · محمد عبد الرضا التميمي · ياسر علي السعدي | 3:12.09 ر.و | إيران · آرش سياري · مير محمد طالعي · محمد سجاد آقايي · علي أميريان | 3:13.96      |
| الوثب العالي      | ريويتشي أكاماتسو (JPN)                                                                 | 2.19        | يوتو سيكو (JPN)                                                                     | 2.19        | محفوظ الرحمن (الوثب العالي) (BAN) ما جيا (رياضي) (CHN)             | 2.15ر.و 2.15 |
| القفز بالزانة     | تشونغ تاو (CHN)                                                                        | 5.65        | سونغ هاويانغ (CHN)                                                                  | 5.60        | حسين آل حزام (KSA)                                                 | 5.55         |
| الوثب الطويل      | تشانغ مينغ كون (CHN)                                                                   | 7.97        | يوتو توريومي (JPN)                                                                  | 7.89        | دايكي أودا (JPN)                                                   | 7.76         |
| الوثب الثلاثي     | سو وين (الوثب الثلاثي) (CHN)                                                           | 16.74       | كيم جانغوو (KOR)                                                                    | 16.37       | إيفان دينيسوف (UZB)                                                | 16.18        |
| دفع الثقل         | تاجيندر بال سينغ تور (IND)                                                             | 19.72 ر.و   | إيفان إيفانوف (دفع الثقل) (KAZ)                                                     | 19.08       | مهدي صابري (IRI)                                                   | 18.74        |
| السباعي           | يوما ماروياما (JPN)                                                                    | 5767        | ظاهر الدين شاكيروف (UZB)                                                            | 5353        | أمير مهدي حنيفة (IRI)                                              | 5124         |

### سيدات
| Event             | الذهبية                                                                     | الذهبية        | الفضية                                                       | الفضية      | البرونزية                                                                                  | البرونزية |
| ----------------- | --------------------------------------------------------------------------- | -------------- | ------------------------------------------------------------ | ----------- | ------------------------------------------------------------------------------------------ | --------- |
| 60 مترًا           | فرزانة فصيحي (IRI)                                                          | 7.20 =ر.ب, ر.و | أولغا سافرونوفا (عداءة) (KAZ)                                | 7.35        | سوبانيش بولكيرد (THA)                                                                      | 7.38      |
| 400 متر           | ناناكو ماتسوموتو (JPN)                                                      | 55.14          | نازنين فاطمة عيديان (IRI)                                    | 55.33       | كزهان رستمي (IRI)                                                                          | 55.35     |
| 800 متر           | تكتام دستاربندان (IRI)                                                      | 2:09.17 ر.و    | نكين آذري عدالت (IRI)                                        | 2:11.43     | أكبايان نورماميت (KAZ)                                                                     | 2:13.10   |
| 1500 متر          | هارميلان بينز (IND)                                                         | 4:29.55        | أينوسكا كاليل كيزي (KGZ)                                     | 4:35.29     | أيانا بولاتبيكيزي (KAZ)                                                                    | 4:37.20   |
| 3000 متر          | يوما ياماموتو (JPN)                                                         | 9:16.71        | أنكيتا داياني (IND)                                          | 9:26.22     | أينوسكا كاليل كيزي (KGZ)                                                                   | 9:27.18   |
| 60 متر حواجز      | جيوتثي ياراجي (IND)                                                         | 8.12 ر.و       | أسوكا تيرادا (JPN)                                           | 8.21        | لوي لاي ييو (HKG)                                                                          | 8.26 ر.و  |
| 4 × 400 متر تتابع | كازاخستان · أدلينا زيمس · آنا شوميلو · ماريا شوفالوفا · كريستينا كوندراشوفا | 3:41.08        | إيران · كزهان رستمي · شهلا محمودي · مريم محبي · نازنين فاطمة | 3:41.72 ر.و | أوزبكستان · لايلو أللابيرغانوفا · ليديا بودسيبكينا · نوركسون أوتشيلوفا · أوغيلوي نوربوييفا | 4:12.43   |
| الوثب العالي      | يليزافيتا ماتفيفا (KAZ)                                                     | 1.86           | شاو يوكي (CHN)                                               | 1.86        | لو جياوين (CHN)                                                                            | 1.83      |
| القفز بالزانة     | لي لينغ (القفز بالزانة) (CHN)                                               | 4.51           | نيو تشونغي (CHN)                                             | 4.41        | مهسا ميرزا طبيبي (IRI)                                                                     | 4.10      |
| الوثب الطويل      | شيونغ شيكي (CHN)                                                            | 6.55           | تان مينجيي (CHN)                                             | 6.50        | يو نغا يان (HKG)                                                                           | 6.45 ر.و  |
| الوثب الثلاثي     | تشن جي (الوثب الثلاثي) (CHN)                                                | 13.63          | زينغ روي (CHN)                                               | 13.61       | ماريا يفريموفا (KAZ)                                                                       | 13.48     |
| دفع الثقل         | سون يو (دفع الثقل) (CHN)                                                    | 17.65          | مليكة نصر الدينوفا (UZB)                                     | 15.42       | إلهام هاشمي (دفع الثقل) (IRI)                                                              | 14.27     |
| الخماسي           | تشينغ نينالي (CHN)                                                          | 4130           | فاطمة محيطي زاده (IRI)                                       | 3970        | ألينا تشيستياكوفا (KAZ)                                                                    | 3818      |

## جدول الميداليات
*   البلد المضيف ( إيران)
| المرتبة | فريق    | ذهبية | فضية | برونزية | المجموع |
| ------- | ------- | ----- | ---- | ------- | ------- |
| 1       | CHN     | 8     | 6    | 2       | 16      |
| 2       | JPN     | 4     | 4    | 1       | 9       |
| 3       | KAZ     | 4     | 2    | 5       | 11      |
| 4       | IRI*    | 3     | 6    | 7       | 16      |
| 5       | IND     | 3     | 1    | 0       | 4       |
| 6       | KGZ     | 2     | 1    | 1       | 4       |
| 7       | KUW     | 1     | 0    | 0       | 1       |
| 7       | OMA     | 1     | 0    | 0       | 1       |
| 9       | UZB     | 0     | 2    | 2       | 4       |
| 10      | BAN     | 0     | 1    | 1       | 2       |
| 10      | QAT     | 0     | 1    | 1       | 2       |
| 10      | IRQ     | 0     | 1    | 1       | 2       |
| 13      | KOR     | 0     | 1    | 0       | 1       |
| 14      | HKG     | 0     | 0    | 2       | 2       |
| 15      | PHI     | 0     | 0    | 1       | 1       |
| 15      | KSA     | 0     | 0    | 1       | 1       |
| 15      | PRK     | 0     | 0    | 1       | 1       |
| 15      | THA     | 0     | 0    | 1       | 1       |
| المجموع | المجموع | 26    | 26   | 27      | 79      |

## الدول المشاركة
<div style="-moz-column-count:* أفغانستان (5)
- بنغلاديش (5)
- الصين (14)
- هونغ كونغ (14)
- الهند (13)
- إيران (79)
- العراق (11)
- اليابان (14)
- كازاخستان (30)
- الكويت (6)
- قرغيزستان (5)
- لبنان (1)
- ماكاو (5)
- جزر المالديف (2)
- كوريا الشمالية (1)
- عُمان (3)
- باكستان (3)
- الفلبين (2)
- قطر (7)
- السعودية (8)
- سنغافورة (1)
- كوريا الجنوبية (3)
- طاجيكستان (4)
- تايلاند (4)
- تركمانستان (5)
- أوزبكستان (11)

-webkit-column-count* أفغانستان (5)
- بنغلاديش (5)
- الصين (14)
- هونغ كونغ (14)
- الهند (13)
- إيران (79)
- العراق (11)
- اليابان (14)
- كازاخستان (30)
- الكويت (6)
- قرغيزستان (5)
- لبنان (1)
- ماكاو (5)
- جزر المالديف (2)
- كوريا الشمالية (1)
- عُمان (3)
- باكستان (3)
- الفلبين (2)
- قطر (7)
- السعودية (8)
- سنغافورة (1)
- كوريا الجنوبية (3)
- طاجيكستان (4)
- تايلاند (4)
- تركمانستان (5)
- أوزبكستان (11)

column-count* أفغانستان (5)
- بنغلاديش (5)
- الصين (14)
- هونغ كونغ (14)
- الهند (13)
- إيران (79)
- العراق (11)
- اليابان (14)
- كازاخستان (30)
- الكويت (6)
- قرغيزستان (5)
- لبنان (1)
- ماكاو (5)
- جزر المالديف (2)
- كوريا الشمالية (1)
- عُمان (3)
- باكستان (3)
- الفلبين (2)
- قطر (7)
- السعودية (8)
- سنغافورة (1)
- كوريا الجنوبية (3)
- طاجيكستان (4)
- تايلاند (4)
- تركمانستان (5)
- أوزبكستان (11);">{{{2}}}

## روابط خارجية
- الموقع الرسمي لاتحاد ألعاب القوى الآسيوي